# 張純熙
張純熙，字晦光，直隸真定府真定縣（今河北省石家莊市正定縣）人，清朝政治人物。

## 生平
順治二年（1645年）舉乙酉科順天府鄉試，順治三年（1646年）聯登丙戌科進士，授巡按廣東監察御史。順治十三年，改廣東提學道。康熙年間，擔任雲南參議道、雲南按察使司副使。康熙五年，授貴州學政。